# Recopa Africana 1982
La Recopa Africana 1982 es la octava edición de este torneo de fútbol a nivel de clubes de África organizado por la CAF y que contó con la participación de 33 equipos campeones de los torneos de copa de sus respectivos países, 1 más que en la edición anterior.
El Arab Contractors de Egipto venció en la final al Power Dynamos de Zambia para ganar el título por primera vez.

## Ronda Preliminar
| Equipo 1   | Agr. | Equipo 2            | Ida | Vuelta |
| ---------- | ---- | ------------------- | --- | ------ |
| Zoundourma | 3-4  | ASC Garde Nationale | 3-0 | 0-4    |

## Primera Ronda
| Equipo 1                   | Agr.        | Equipo 2            | Ida | Vuelta |
| -------------------------- | ----------- | ------------------- | --- | ------ |
| Bendel Insurance           | 3-0         | OC Agaza            | 2-0 | 1-0    |
| CARA Brazzaville           | 1-2         | USK Alger           | 1-0 | 0-2    |
| Coffee United SC           | 0-2         | Power Dynamos       | 0-0 | 0-2    |
| GD Maputo                  | w.o.1       | NPA                 |     |        |
| Desportivo TAAG            | 0-0 (4-5 p) | Vita Club           | 0-0 | 0-0    |
| CD Elá Nguema              | 1-8         | Union Douala        | 0-2 | 1-6    |
| FC 105 Libreville          | 3-3         | Gbessia AC          | 1-1 | 2-2    |
| ASC Garde Nationale        | 0-3         | Dynamo Douala       | 0-1 | 0-2    |
| Gor Mahia FC               | 2-3         | Dinamo Fima         | 2-3 | w.o.2  |
| Hay Al Arab Port Sudan     | 2-4         | Arab Contractors SC | 1-1 | 1-3    |
| Kamboi Eagles              | 0-10        | Africa Sports       | 0-4 | 0-6    |
| Maseru Rovers              | 0-2         | CAPS United         | 0-1 | 0-1    |
| Mighty Barrolle            | 0-1         | ASF Police          | 0-0 | 0-1    |
| Mukura Victory Sports FC   | 0-8         | Pan African FC      | 0-4 | 0-4    |
| Requins de l'Atlantique FC | 0-1         | Djoliba AC          | 0-0 | 0-1    |
| Wallidan FC                | 2-4         | Hearts of Oak       | 1-0 | 1-4    |

- 1:El National Printing Agency abandonó el torneo antes del partido de ida.
- 2::El Gor Mahia abandonó el torneo después de jugar el partido de ida.

## Segunda Ronda
| Equipo 1         | Agr.         | Equipo 2       | Ida | Vuelta |
| ---------------- | ------------ | -------------- | --- | ------ |
| Arab Contractors | 5-2          | GD Maputo      | 3-2 | 2-0    |
| Bendel Insurance | 3-3 (v.)     | USK Alger      | 3-1 | 0-2    |
| CAPS United      | 4-3          | Dinamo Fima    | 1-1 | 3-2    |
| Dynamo Douala    | 1-3          | Africa Sports  | 1-2 | 0-1    |
| Pan African      | 1-1 (3:5 p.) | Power Dynamos  | 1-0 | 0-1    |
| ASF Police       | 1-1 (3:4 p.) | Hearts of Oak  | 1-0 | 0-1    |
| Union Douala     | 0-4          | Djoliba AC     | 0-1 | 0-3    |
| Vita Club        | 4-0          | 105 Libreville | 4-0 | 0-0    |

## Cuartos de final
| Equipo 1      | Agr. | Equipo 2         | Ida | Vuelta |
| ------------- | ---- | ---------------- | --- | ------ |
| Africa Sports | 2-3  | Arab Contractors | 2-0 | 0-3    |
| CAPS United   | 1-5  | Power Dynamos    | 1-2 | 0-3    |
| USK Alger     | 2-3  | Hearts of Oak    | 2-1 | 0-2    |
| Vita Club     | 0-1  | Djoliba AC       | 0-0 | 0-1    |

## Semifinales
| Equipo 1         | Agr. | Equipo 2      | Ida | Vuelta |
| ---------------- | ---- | ------------- | --- | ------ |
| Arab Contractors | 3-2  | Hearts of Oak | 1-1 | 2-1    |
| Power Dynamos    | 2-1  | Djoliba AC    | 2-1 | 0-0    |

## Final
| Equipo 1      | Agr. | Equipo 2         | Ida | Vuelta |
| ------------- | ---- | ---------------- | --- | ------ |
| Power Dynamos | 0-4  | Arab Contractors | 0-2 | 0-2    |

## Campeón
| Recopa Africana 1975             |
| -------------------------------- |
| Bandera de Egipto                |
| Arab Contractors S. C. 1º título |